# روزماري كروسلي
روزماري كروسلي (بالإنجليزية: Rosemary Crossley)‏ هي كاتبة وناشِطة أسترالية، ولدت في 6 مايو 1945 في فيكتوريا في أستراليا.